# Haptolana yarraloola
Haptolana yarraloola är en kräftdjursart som beskrevs av Bruce 2008. Haptolana yarraloola ingår i släktet Haptolana och familjen Cirolanidae. Inga underarter finns listade i Catalogue of Life.